# Blob (Marvel)
De Blob, alter ego van Frederick J. Dukes en in Nederlandse uitgaven De Bobbel geheten, is een fictieve superschurk uit de strips van Marvel Comics, en een vijand van de X-Men. Hij werd bedacht door Stan Lee en Jack Kirby, en verscheen voor het eerst in X-Men #3 (januari 1964).
Blob is een mutant, hoewel hij momenteel geen krachten meer heeft. Hij beschikte over een enorme hoeveelheid buigzame lichaamsmassa, wat hem bovenmenselijke kracht en zijn eigen zwaartekrachtveld gaf. Hij was een van de meest prominente en langst in de strips aanwezige mutanten die machteloos werd in de House of M verhaallijn.

## Biografie
Fred J. Dukes werkte eerst in een circus onder de naam de Blob. Hij werd opgezocht door Charles Xavier die hem vertelde dat hij een mutant was en hem uitnodigde lid te worden van de X-Men. De andere X-Men mochten hem echter niet vanwege zijn arrogante houding. De Blob sloeg Charles Xaviers aanbod af door te beweren dat hij beter was dan de X-Men. Hij ontsnapte en keerde samen met wat circusvrienden terug voor een aanval op de X-Men. Professor X wiste Blobs geheugen en dat van de andere circusleden.
De mutant Magneto zocht Blob later op en herstelde zijn geheugen. Blob sloot zich een tijdje aan bij Magneto’s Brotherhood of Mutants, maar verliet deze later weer toen hij ontdekte dat Magneto geen barst gaf om zijn veiligheid. Hij sloot zich later wel aan bij de tweede incarnatie van de Brotherhood, opgericht door Mystique. Hij bleef ook bij dit team toen ze voor de overheid gingen werken als Freedom Force. Nadat Freedom Force werd opgeheven sloot Blob zich aan bij Toad’s Brotherhood.
Toen Exodus de Brotherhood of Mutants hercreëerde bood Blob zich aan dit team te sluiten, maar dat werd hem geweigerd aangezien Exodus hem waardeloos vond. Dit was een grote klap voor Blobs ego. Hij viel in zijn eentje de school van de X-Men aan, maar werd verslagen en gearresteerd door S.H.I.E.L.D..
Dankzij de Scarlet Witch verloor Blob net als duizenden andere mutanten zijn krachten. Zijn lichaamsmassa bleef echter hetzelfde. Dit alles maakte Blob enorm suicidaal en hij probeerde dan ook zelfmoord te plegen door zijn polsen door te snijden. Zijn dikke huid voorkwam echter dat hij hierin slaagde.

## Krachten en vaardigheden
Blobs mutatie gaf hem vroeger een groot aantal voordelen. Hij had bovenmenselijke kracht en een enorme resistentie voor verwondingen. Zijn dikke elastische huid was vrijwel ondoordringbaar, zelfs voor Wolverines adamantium klauwen (hoewel hij door genoeg kracht te zetten Blob kon verwonden). Blob kon ook zijn persoonlijke zwaartekrachtveld veranderen waardoor hij muurvast op zijn plaats bleef en niemand, behalve een extreem sterk persoon zoals de Juggernaut of de Hulk, hem van zijn plaats kon krijgen. Ondanks zijn gezette uiterlijk was Blobs wendbaarheid gelijk aan die van een atleet, iets dat voor veel van zijn tegenstanders als een verrassing kwam.
Blobs kracht is in de loop der jaren op verschillende manieren toegenomen, waarschijnlijk als gevolg van verdere mutatie.
Blobs zwakke plek was zijn gezicht. Vooral zijn ogen, neus, mond en oren hadden niet de bescherming die de rest van zijn lichaam had. Ook was hij kwetsbaar voor psychisch een telekinethische aanvallen.

## Ultimate Blob
In het Ultimate Marvel universum is Blob eveneens een lid van de Brotherhood of Mutants. Zijn krachten zijn gelijk aan die van zijn tegenhanger uit de standaard strips, maar er zijn aanwijzingen dat hij minder sterk is aangezien hij een keer werd opgetild door een helikopter. Hij doet zich vaak op internet voor als iemand anders. Eenmaal leidde dit er toe dat men ontdekte dat Magneto nog leefde. De Ultimat versie van Blob is tevens een kannibaal.

## Blob in andere media
- De Blob verscheen in de animatieaflevering Pryde of the X-Men

- Blob deed mee in verschillende afleveringen van de X-Men animatieserie, vaak als helper van Mystique.

- Blob had een vaste rol in de animatieserie X-Men: Evolution, waarin zijn stem werd gedaan door Michael Dobson. Hij was een klasgenoot van de X-Men, en lid van Mystique’s Brotherhood.

- Blob stond oorspronkelijk gepland voor de X-Men film, maar dat is er uiteindelijk niet van gekomen.

- Blob is een vijand in enkele X-Men videospellen.

### Films
- In de film X2 verscheen zijn naam op een computerscherm waarop een lijst van mutanten werd getoond.
- Blob wordt gespeeld door Kevin Durand in de film X-Men Origins: Wolverine. Hierin is hij een lid van Team X.
- Blob wordt gespeeld door "Giant" Gustav Claude Ouimet in de film X-Men: Apocalypse uit 2016.

### Marvel Cinematic Universe
In de derde Deadpool film Deadpool & Wolverine uit 2024 verschijnt Blob in de Void van het Marvel Cinematic Universe, gespeeld door Mike Walters. Hierin werkt hij voor Cassandra Nova.